# (292872) Anoushankar
(292872) Anoushankar ist ein im äußeren Hauptgürtel gelegener Asteroid. Der Himmelskörper wurde von dem italienischen Amateurastronomen Vincenzo Silvano Casulli am 12. November 2006 am Observatorium im Ortsteil Vallemare (IAU-Code A55) der Gemeinde Borbona in der Provinz Rieti entdeckt. Sichtungen des Asteroiden hatte es schon vorher am 2. September 2000 unter der vorläufigen Bezeichnung 2000 RF85 gegeben.
Der Asteroid gehört zur Eos-Familie, einer Gruppe von Asteroiden, welche typischerweise große Halbachsen von 2,95 bis 3,1 AE aufweisen, nach innen begrenzt von der Kirkwoodlücke der 7:3-Resonanz mit Jupiter, sowie Bahnneigungen zwischen 8° und 12°. Die Gruppe ist nach dem Asteroiden (221) Eos benannt. Es wird vermutet, dass die Familie vor mehr als einer Milliarde Jahren durch eine Kollision entstanden ist. Die zeitlosen (nichtoskulierenden) Bahnelemente von (292782) Anoushankar sind fast identisch denjenigen von zehn weiteren Asteroiden: (34533) 2000 SS213, (69798) 1998 RU11, (135162) 2001 QW243, (149816) 2005 MS37, (264802) 2002 OQ33, (330927) 2009 SG187, (366182) 2012 HA9, (401671) 2013 GB122, (464784) 2003 WM148 und (493227) 2014 UT66.

## Benennung
(292872) Anoushankar wurde am 12. Januar 2017 nach der britisch-indische Sitar-Spielerin Anoushka Shankar (* 1981) benannt. Der Asteroid (22817) Shankar hingegen war 2006 nach der Schülerin Aarthi Shankar (* 1992) benannt worden. Anoushka Shankar ist die erste indische Musikerin, nach der ein Asteroid benannt worden ist. Im Jahr 2019 erhielt ein weiterer indischer Musiker die Ehre, als nach Jasraj (1930–2020) der Asteroid (300128) Panditjasraj benannt wurde. Zwar war auch Rabindranath Tagore (1861–1941) Musiker, nach dem 1998 der Asteroid (7855) Tagore benannt worden war, doch wird dieser hauptsächlich als Dichter wahrgenommen.